# Schweinsbach (Moosalbe)
Der Schweinsbach ist ein fast zwei Kilometer langer, nordnordwestlicher und rechter Zufluss der Moosalbe im rheinland-pfälzischen Landkreis Kaiserslautern. Er befindet sich auf gesamter Länge innerhalb der Gemarkung der Ortsgemeinde Krickenbach.

## Verlauf
Der Schweinsbach entspringt im Norden der Gemarkung der Ortsgemeinde Krickenbach, unweit der Grenze zu Queidersbach. 
Er fließt, von einigen Kurven abgesehen, hauptsächlich in die südsüdöstliche Richtung. Er läuft durch das namensgebende Schweinstal. Vor allem in seinem Unterlauf ist er zu mehreren Seen aufgestaut. Schließlich mündet er nach knapp zwei Kilometern von rechts in die Moosalbe, die kurz zuvor – ebenfalls von rechts – den Aschbach aufgenommen hat.
Der 1,95 km lange Lauf des Schweinsbachs endet ungefähr 24 Höhenmeter unterhalb seiner Quelle, er hat somit ein mittleres Sohlgefälle von etwa 13 ‰.

## Kultur
Während seines gesamten Verlaufs folgt ihm der Skulpturenweg Schweinstal, der Bestandteil des Skulpturenwegs Rheinland-Pfalz ist.

## Verkehr
Kurz vor seiner Mündung unterquert er nacheinander die Kreisstraße 59 und die Bundesstraße 270.

## Tourismus
Am Schweinsbach entlang führt ein Wanderweg, der mit einem gelb-blauen Balken markiert ist und der von Kindsbach bis nach Elmstein verläuft.

## Wirtschaft
Am Fluss hat das Unternehmen Carl Picard Natursteinwerk GmbH seinen Sitz, das vor Ort den überregional bekannten Schweinstaler Sandstein abbaut.